# مطار فورت مورغان المحلي
مطار فورت مورغان المحلي (ICAO: KFMM ، FAA LID: FMM ، 3V4 سابقًا) على بعد ستة أميال شمال فورت مورغان ، في مقاطعة مورغان ، كولورادو. المطار في حدود المدينة في قسم منفصل من المدينة. الخطة الوطنية لأنظمة المطارات المتكاملة للفترة 2011-2015 صنفتها كمرفق للطيران العام.
تستخدم العديد من مطارات الولايات المتحدة نفس مُعرّف الموقع المؤلف من ثلاثة أحرف لكل من FAA وIATA ، لكن هذا المطار هو FMM إلى FAA وليس له رمز IATA ( مطار ميمينجين في ميمينجين ، ألمانيا به كود IATA FMM).

## مرافق
يغطي المطار 324 فدانًا (131 هكتارًا ) على ارتفاع 4569 قدمًا (1،393 م). له ثلاثة مدارج : 14/32 هو 5219 بنسبة 60 قدم (1591 × 18 م) الخرسانة . 17/35 هو 3800 في 30 قدم (1،158 × 9 م) الأوساخ / العشب ؛ 8/26 هو 2،467 في 100 قدم (752 × 30 م) العشب.
في عام 2011 ، كان لدى المطار 9،543 عملية طيران ، بمعدل 26 يوميًا: 90٪ طيران عام و 8٪ تاكسي جوي و 2٪ عسكري. تم بناء 23 طائرة في هذا المطار: 96 ٪ أحادية المحرك و 4 ٪ متعددة المحركات.

## التاريخ
تم تخصيص مطار Fort Morgan Municipal في عام 1933 كمجال بلدية شاب . كانت الزراعة الدعامة الأساسية للمجتمع ، وأصبحت أعمال رش المحاصيل والغبار محور المطار. في أبريل 1940 ، تم استئجار المطار من قبل سلاح الجو الأمريكي التابع للجيش الأمريكي كجزء من الحشد العسكري قبل الحرب العالمية الثانية. تم استخدامه من قبل سلاح الجو كمدرسة تدريب طائرة شراعية.
تم تشغيل مدرسة الطائرات الشراعية بموجب عقد من شركة Plains Airlines، Inc ، وكانت تحت إشراف عام مفرزة التدريب الأولى للطائرة الشراعية ، الجناح 36 للتدريب على الطيران ، القيادة الغربية للتدريب على الطيران . تم إجراء التدريب باستخدام طائرات تدريب Taylorcraft TG-6A و Aeronca TG-5 القتالية ، تم سحبها بواسطة طائرة C-47 Skytrain . تم استخدام مطار عرابي متعدد الاتجاهات مع منطقة هبوط / إقلاع 5،200 "× 5،200" لعمليات الطيران.
تألف طلاب الرحلة من الطيارين ذوي الخبرة على متن طائرة شراعية وغيرهم ممن اجتازوا تدريب الطيارين التقليديين وحصلوا على فرصة ثانية للطيران ، وإمكانية دفع الضابط وفرصة الطيران اجتذبت سلالة معينة من المتدربين الذين يتحملون المخاطر. تم إعطاء المتدربين تعليمات حول كيفية متابعة طائرة السحب وطيران الطائرة غير المؤهلة إلى منطقة الهبوط المحددة.
على عكس الطيارين المدعومين ، تم توفير التدريب القتالي أيضًا ، فبمجرد أن كان الطيار ملتزمًا بالهبوط واكتشف ، كلما اقترب ، وكثيراً ما كانت منطقة الهبوط تحت النار أو ملغومة أو مسدودة بطريقة أخرى ، لم يكن لديه مساحة كبيرة للمناورة لجعله آمنًا الهبوط. وبمجرد الانتهاء من الهبوط ، أصبح طيار طائرة شراعية آخر مشاة.
بمجرد الانتهاء من التدريب على التدريب الأساسي بنجاح ، انتقلوا إلى التدريب المتقدم ، حيث تم تدريسهم بواسطة مدربين من القوات الجوية الأمريكية في العديد من مدارس الطائرات الشراعية العسكرية.
تم إغلاق المدرسة في نوفمبر 1943 كجزء من برنامج تدريبي للقوات الجوية التابعة للجيش. تم إعلانه فائضًا وتم تسليمه إلى فيلق مهندسي الجيش ، وتم تفريغه في نهاية المطاف إلى إدارة أصول الحرب (WAA) بعد نهاية الحرب العالمية الثانية.

## روابط خارجية
- موقع فورت مورغان المحلي في مدينة فورت مورغان
- مطار فورت مورغان المحلي (FMM) في دليل مطار كولورادو
- صورة جوية من يوليو 1998 من USGS The National Map